# Rotor (meteorologia)

Schemat powstawania rootoru

Rotor – w meteorologii jest to obszar silnych zawirowań powietrza powstający po zawietrznej stronie pasma górskiego, dużych budowli lub innych znacznych zmian ukształtowania terenu. Przyczyną powstania rotorów jest utrata laminarnego przepływu powietrza zwane w fizyce turbulencjami.
Rotory są bardzo niebezpieczne dla lotów szybowcowych, lotniarskich i paralotniarskich. Wejście w ich zasięg grozi nagłą utratą nośności, a w konsekwencji poważnym wypadkiem. Stąd lotnik winien stosować się do zasady, że strefa niebezpiecznego przelotu ciągnie się od szczytu na odległość L=k·H·V (2x wys.wzniesienia x prędkość wiatru - patrz rysunek) i 4/3 wysokości wzniesienia.
L-odległość od szczytu w kierunku wiatru [m]
k-współczynnik bezpieczeństwa wynoszący 2 [s/m]
H-wysokość zbocza [m]
V-prędkość wiatru [m/s]
Przykład: wiatr 6 m/s, wzniesienie 300 m → odległość od szczytu=3600 m,  do wysokości=400 m (L=2·6·300=3600, h=300·4/3=400)